# Hình Phi
Hình Phi (tiếng Trung: 邢菲, sinh ngày 1 tháng 10 năm 1994) là một nữ diễn viên người Trung Quốc. Năm 2015, cô tham dự chương trình về diễn xuất do đài Hồ Nam và Học viện Hý kịch Thượng Hải liên kết sản xuất "Sinh viên năm nhất", qua đó được chú ý. Sau ba tháng học tập, cô đạt được chứng chỉ tốt nghiệp của Học viện Hý kịch Thượng Hải và gia nhập giới giải trí . Với vai diễn An Sơ Hạ trong bộ phim truyền hình chiếu mạng "Thiếu gia ác ma đừng hôn tôi" sau đó là vai diễn Tư Đồ Mạt trong Gửi thời thanh xuân ấm áp của chúng ta, Hình Phi trở nên nổi tiếng.

## Sự nghiệp
Năm 2015, Hình Phi được biết đến sau khi xuất hiện trong chương trình tạp kỹ Sinh viên năm nhất. Sau đó, cô ra mắt lần đầu tiên trong bộ phim web drama Campus Basketball Situation và cũng góp mặt trong bộ phim Tornado Girl.
Năm 2017, cô đóng vai chính trong loạt phim hài lãng mạn Master Devil Do Not Kiss Me. Bộ phim truyền hình này là một thành công lớn, mang lại danh tiếng cho Hình Phi. Hình Phi cũng đóng vai chính trong các bộ phim web drama khác như Basketball Fever và The Faded Light Years.
Năm 2019, Hình Phi tham gia bộ phim truyền hình hài lãng mạn Put Your Head on My Shoulder, dựa trên cuốn tiểu thuyết cùng tên của Triệu Càn Càn. Bộ phim nhận được nhiều đánh giá tích cực và có số điểm 8.1 trên Douban.
Năm 2020, cô tham gia bộ phim hài lãng mạn Forget You Remember Love, phiên bản làm lại của bộ phim truyền hình Đài Loan The Prince Who Turns to a Frog. Cô chuẩn bị đóng vai chính trong bộ phim tình cảm lãng mạn My Small Indeed Fortunate dựa trên cuốn tiểu thuyết của Dong Ben Xi Gu.

## Danh sách phim

### Phim điện ảnh
| Năm            | Tựa đề                      | Tựa đề tiếng Trung | Vai diễn  | Vai trò   |
| -------------- | --------------------------- | ------------------ | --------- | --------- |
| 2009           | Tạp Kỹ Tiểu Tinh Linh       | 杂技小精灵         | Đan Đan   | Vai chính |
| 2016           | Đừng Để Lãng Phí Thanh Xuân | 不让青春虚度       | Phi Phi   | Vai phụ   |
| Chưa phát sóng | Đại Náo Đông Hải            | 大闹东海           | Dao Quang | Vai phụ   |

### Phim truyền hình/Phim chiếu mạng
| Năm            | Tên Tiếng Việt                         | Tên Tiếng Anh                       | Tên Tiếng Trung       | Vai diễn          | Bạn diễn                  | Vai trò   | Kênh phát sóng |
| 2016           | Đội Bóng Rổ Phong Vân                  | Campus Basketball Situation         | 校园篮球风云          | Tô Tuyết          | Trần Vũ Kỳ, Lục Lộ        | Vai chính |                |
| 2016           | Thiếu Nữ Toàn Phong 2                  | The Whirlwind Girl 2                | 旋风少女第二季        | An Tiểu Duyệt     | Trì Xương Húc, Trần Tường | Khách mời | Hồ Nam TV      |
| 2017           | Thiếu Gia Ác Ma Đừng Hôn Tôi           | Master Devil Do Not Kiss Me         | 恶魔少爷别吻我        | An Sơ Hạ          | Lý Hoành Nghị             | Vai chính | WeTV           |
| 2017           | Thiếu Gia Ác Ma Đừng Hôn Tôi 2         | Master Devil Do Not Kiss Me 2       | 恶魔少爷别吻我 第二季 | An Sơ Hạ          | Lý Hoành Nghị             | Vai chính | WeTV           |
| 2017           | Đại Thoại Tây Du - Mối Tình Vạn Năm    | A Chinese Odyssey: Love of Eternity | 大话西游之爱你一万年  | Thiên Tâm         | Hoàng Tử Thao, Doãn Chính | Vai phụ   | Hồ Nam TV      |
| 2017           | Siêu Cấp Tiểu Lang Trung               | Miracle Healer                      | 超级小郎中            | Mạc Tiểu Du       | Chu Nguyên Băng           | Vai chính |                |
| 2018           | Siêu Cấp Tiểu Lang Trung 2             | Miracle Healer 2                    | 超级小郎中2           | Mạc Tiểu Du       | Chu Nguyên Băng           | Vai chính |                |
| 2018           | Nhiệt Huyết Cuồng Lam                  | Basketball Fever                    | 热血狂篮              | Bùi Thần Băng     | Đồng Mộng Thực            | Vai chính | IQIYI          |
| 2018           | Vì Sao Lãng Mạn                        | The Faded Light Years               | 浪漫星星              | Ngôn Hạ           | Vương Gia                 | Vai chính |                |
| 2019           | Gửi Thời Thanh Xuân Ấm Áp Của Chúng Ta | Put Your Head on My Shoulder        | 致我们暖暖的小时光    | Tư Đồ Mạt         | Lâm Nhất                  | Vai chính | WeTV           |
| 2019           | Lớp Trưởng Điện Hạ                     | Your Highness, The Class Monitor    | 班长"殿下"            | Tô Niên Niên      | Ngưu Tuấn Phong           | Vai chính | WeTV           |
| 2020           | Dù Quên Em, Nhưng Vẫn Nhớ Rõ Tình Yêu  | Forget You Remember Love            | 忘记你，记得爱情      | Diệp Thiên Ngữ    | Kim Trạch                 | Vai chính | WeTV           |
| 2020           | Minh Nguyệt Từng Chiếu Giang Đông Hàn  | The Moon Brightens For You          | 明月曾照江东寒        | Chiến Thanh Hoằng | Vu Mông Lung              | Vai chính | IQIYI          |
| 2021           | Hạnh Phúc Nhỏ Của Anh                  | My Little Happiness                 | 我的小确幸            | Tùng Dung         | Đường Hiểu Thiên          | Vai chính | WeTV           |
| 2021           | Tiểu Thư Quạ Đen Và Tiên Sinh Thằn Lằn | Miss Crow with Mr. Lizard           | 乌鸦小姐与蜥蜴先生    | Khương Tiểu Ninh  | Nhậm Gia Luân             | Vai chính | WeTV           |
| 2022           | Xin Chào, Tay Súng Thần                | Hello, the Sharpshooter             | 你好，神枪手          | Đường Tâm         | Hồ Nhất Thiên             | Vai chính | WeTV           |
| 2022           | Phi Hồ Ngoại Truyện                    | Side Story of Fox Volant            | 飞狐外传              | Trình Linh Tố     | Tần Tuấn Kiệt             | Vai chính | WeTV           |
| 2022           | Phúc Lưu Niên                          | Lost Track of Time                  | 覆流年                | Lục An Nhiên      | Trạch Tử Lộ               | Vai chính | WeTV, Mango TV |
| 2023           | Phẩm Chất Quý Cô                       | Lady's Character                    | 女士的品格            | Lưu Tiểu Khê      | Vạn Thiến, Lưu Mẫn Đào    | Vai chính | Mango TV       |
| 2023           | Hoa Khê Ký                             | Love Is An Accident                 | 花溪记                | Lý Sơ Nguyệt      | Từ Khai Sính              | Vai chính | IQIYI          |
| 2024           | Liệt Diễm                              | Burning Flames                      | 武庚纪                | Bạch Thái         | Nhậm Gia Luân             | Vai chính | IQIYI          |
| 2024           | Đêm Tối và Bình Minh                   | Night and Dawns                     | 暗夜与黎明            | Kim Nghiên        | Trần Triết Viễn           | Vai chính | IQIYI, CCTV    |
| Chưa phát sóng | Cô gái của tôi                         | My Girl                             | 我的女孩              | Châu Tiểu Khê     | Hình Chiêu Lâm            | Vai chính | WeTV           |

## Tác phẩm âm nhạc

### Đơn khúc
| Năm  | Tên bài hát                                | Ghi chú                                                             |
| ---- | ------------------------------------------ | ------------------------------------------------------------------- |
| 2015 | Tân sinh                                   | Nhạc chủ đề Grade One Freshman Documentary                          |
| 2016 | Năm nhất của tôi                           | Đĩa đơn ca khúc mới                                                 |
| 2017 | Tôi mãi yêu chàng trai ngồi phía trước tôi | Bài hát kết phim "Thiếu gia ác ma đừng hôn tôi"                     |
| 2018 | Ngọt ngào quỹ đạo                          | Nhạc đệm phim "Nhiệt huyết cuồng lam", hợp tác cùng Đồng Mộng Thực. |

## Chương trình

### Tổng nghệ
| Thời gian                                  | Kênh      | Tên chương trình         | Ghi chú |
| ------------------------------------------ | --------- | ------------------------ | ------- |
| 31 tháng 10 năm 2015 - 16 tháng 1 năm 2016 | Hồ Nam TV | Sinh viên năm nhất       |         |
| 27 tháng 11 năm 2015                       | Hồ Nam TV | Thiên thiên hướng thượng |         |

## Đại ngôn/ Quảng cáo/ Lồng tiếng
| Năm  | Ghi chú                                              |
| ---- | ---------------------------------------------------- |
| 2016 | Mười vạn cứu binh phối âm                            |
| 2017 | Quảng cáo băng vệ sinh FREE (cùng với Lý Hoành Nghị) |

## Giải thưởng và đề cử
| Năm  | Giải thưởng                                                 | Hạng mục                                         | Tác phẩm đề cử                         | Kết quả   |
| ---- | ----------------------------------------------------------- | ------------------------------------------------ | -------------------------------------- | --------- |
| 2016 | Video di động Phong Vân Hội 2016                            | Giải thưởng đột phá hàng năm                     | —                                      | Đoạt giải |
| 2019 | Hoa Đỉnh lần thứ 26                                         | Nữ diễn viên chính xuất sắc nhất (Phim hiện đại) | Gửi thời thanh xuân ấm áp của chúng ta | Đề cử     |
| 2019 | Golden Bud - Network Film And Television Festival lần thứ 4 | Nữ diễn viên chính xuất sắc nhất                 | Gửi thời thanh xuân ấm áp của chúng ta | Đề cử     |
| 2019 | Golden Bud - Network Film And Television Festival lần thứ 4 | Nữ diễn viên triển vọng nhất                     | Lớp Trưởng Điện Hạ                     | Đoạt giải |